# 1Adat
 (novembre 2024).
« 1ADAT » (du tchétchène : «Ӏадат» - « coutume ») est un mouvement d'opposition tchétchène dirigé par Ibragim Yangulbaev. Ce mouvement a acquis une notoriété grâce à la chaîne Telegram « 1ADAT », dont le fondateur et ses co-auteurs critiquent principalement le chef de la République tchétchène Ramzan Kadyrov et son régime autocratique. « 1ADAT » se dit favorable à « la fin du génocide du peuple tchétchène, l'unification du peuple tchétchène et la désoccupation de la Tchétchénie ». Le contenu de la chaîne a été qualifié d'extrémiste par un tribunal russe, et l'ensemble du mouvement a été reconnu comme étant une organisation extrémiste en fédération de Russie.

## Histoire

### Année 2020
Le mouvement a été fondé en avril 2020, initialement sous forme d'une chaîne Telegram,. Telegram est un réseau social très populaire qui permet la diffusion et le partage avec des groupes d'abonnés ou de non abonnés à travers des chaînes. L'un des principaux avantages de ce canal social réside dans le nombre de personnes qui peuvent se connecter. En effet, l'application permet de rassembler jusqu'à 200 000 personnes sur une même chaîne. À titre de comparaison, un groupe WhatsApp ne permet que le rassemblement d'une communauté limitée à 256 contacts. Une autre particularité des fonctionnalités de Telegram réside dans le fait que les abonnés ne peuvent pas savoir qui est abonné à une chaîne. Le fondateur d'Adat est un ressortissant tchétchène, Ibragim Yangulbaev (né en 1994), membre de la famille Yangulbaev. Son père Saida Yangulbaev est un ancien juge de la Cour suprême de la république de Tchétchénie ayant exercé ses fonctions entre 2012 et 2015. Ce dernier a quitté le pays début 2022 après l'arrestation de son épouse Zarema Musaeva,.

### Année 2022
Le 31 janvier 2022, le tribunal de Grozny a inscrit Ibragim Yangulbaev sur la liste des personnes recherchées. Le 12 mai 2022, la chaîne-Telegram «1ADAT » a été qualifié d'extrémiste par la Cour suprême de la République tchétchène. Auparavant, à la suite d’un procès intenté par le parquet, les publications de la chaîne-Telegram du mouvement avaient été reconnues comme extrémistes. Le 11 juillet 2022, le mouvement a été inscrit sur la liste des organisations interdites par le ministère russe de la Justice. Bientôt, le mouvement fut inscrit sur la liste fédérale des organisations extrémistes au numéro 92. Le chef de la Tchétchénie, Ramzan Kadyrov, a proféré des menaces contre la famille Yangulbaev. Il a qualifié la famille de « complices de terroristes », a publiquement appelé à les faire arrêter, et en cas de résistance, à les « tuer ». En août 2022, il a été rapporté que Salman Tepsurkayev, modérateur de la chaîne Telegram du mouvement, avait été tué par les services spéciaux de Kadyrov,.
Après l'annonce de la mobilisation en Russie, le mouvement a affirmé que ses militants des droits de l'homme avaient déjà reçu de nombreuses plaintes concernant des enlèvements d'hommes en Tchétchénie et des menaces de les envoyer combattre en Ukraine. La chaîne Telegram du mouvement a été l’un des porte-parole des manifestations anti-mobilisation au Daghestan (ru).
La chaîne Telegram est l'une des principales chaînes d'opposition tchétchène. Le mouvement a été évoqué par de nombreux médias internationaux et sa contribution à la protection des droits de l'homme en Tchétchénie a été soulignée par des organismes gouvernementaux tels que le Département d'État américain. Le mouvement est engagé dans un suivi constant de la situation en Tchétchénie. Chaque mois, des statistiques sur les personnes enlevées et tuées dans la république sont publiées. Diverses enquêtes sont menées sur des sujets allant des prisons illégales aux systèmes de corruption de Ramzan Kadyrov.

## Mouvement d’opposition en ligne
Des blogueurs tchétchènes d'opposition existaient déjà avant la chaîne 1ADAT (les adats sont des lois traditionnelles tchétchènes pré-islamiques). Pour des raisons manifestes, la quasi-totalité d'entre eux vivent en dehors de la république et même de la Russie. Leurs interventions sur YouTube sont toutefois largement diffusées depuis des années. C'est le cas notamment du blogueur Tumso Abdurakhmanov dont les vidéos ont été visionnées par des millions de personnes. À titre de comparaison, c'est plus que le nombre de Tchétchènes dans le monde entier.
Les tentatives des autorités pro-russes tchétchènes d'éliminer les blogueurs d'opposition ont échoué sur le plan médiatique : les dénégations démonstratives des proches ont été perçues comme forcées, tandis que le conflit entre Magomed Daudov, vice-président de la république de Tchétchénie, et Tumso Abdurakhmanov, n'a fait qu'accroître la popularité de ce dernier.
Les tentatives d'élimination physique des blogueurs ont également provoqué un affaiblissement de la réputation des autorités pro-russes tchétchènes.

### Année 2020
Le 26 février 2020, à Gävle où le blogueur Tumso Abdurakhmanov avait déposé une demande d’asile, ce dernier s'est fait violemment attaquer au marteau dans son sommeil par un inconnu qui s'est introduit chez lui avec la complicité de sa maîtresse de l’époque.   
Il réussit néanmoins à mettre l'intrus hors d'état de nuire et à appeler la police. L'agresseur et sa complice présumée sont arrêtés, et l'enquête est confiée aux services de renseignement suédois (Säpo).

### Année 2021
Le 11 janvier 2021, le tribunal de district de Gävle reconnaît l'agresseur et sa complice coupables et les condamne respectivement à 10 et 8 ans de prison. La peine est assortie d'une expulsion à vie du territoire suédois. Le 1er avril 2021, la cour d'appel augmente la peine de l'agresseur à 12 ans de prison et réduit celle de sa complice à 1 an et six mois d'emprisonnement. Prenant acte de la décision de la justice et des données concernant l'implication du régime tchétchène dans la tentative d'assassinat du blogueur, le ministère suédois des Affaires étrangères convoque l'ambassadeur russe dans le pays pour lui signifier son mécontentement.
Les tentatives elles-mêmes ont dû être légitimées aux yeux de la société tchétchène, et pour ce faire, les autorités ont dû se contredire. Ainsi, en août 2010, Kadyrov a mis en place une commission pour la réconciliation des conflits de sang, et en octobre 2011, il a déclaré solennellement que « pas un seul conflit de sang ne subsiste dans la république ».
Cependant, en ce qui concerne les blogueurs de l'opposition, les conflits de sang sont encouragés plutôt que réprouvés. Magomed Daudov, président du parlement, l'a déclaré à Tumso Abdurakhmanov. Il l'a fait, de manière caractéristique, non pas par un médiateur respecté de la communauté, comme le veut la tradition, mais en direct sur Instagram. Le chef de la république lui-même a déclaré que personne n'avait annulé les vendettas contre ceux « qui soutiennent le terrorisme ».

## Caractéristiques du mouvement 1ADAT
Le mouvement 1ADAT fonctionne selon les mêmes principes que les autres blogueurs d'opposition tchétchènes, mais s'en distingue par plusieurs aspects.
Tout d'abord, il est collectif et anonyme. Cela réduit la menace pesant sur chaque participant, augmente le nombre de publications et, dans une certaine mesure, les dissocie. La plupart des blogueurs non anonymes ne sont pas aussi durs dans leurs déclarations et ne se permettent pas de déformer des noms ou de proférer des insultes explicites.
Plus important encore, l'anonymat permet aux membres du mouvement d'opérer non seulement à l'étranger, mais aussi en Tchétchénie. Selon un administrateur, le mouvement se compose d'une direction qui prend les décisions clés et d'une équipe de volontaires. Presque chaque dirigeant « a été prisonnier des forces de Kadyrov et a subi leurs tortures ». Tout le monde peut devenir volontaire. Dès le début, 1ADAT a incité les personnes confrontées à l'anarchie à écrire à un bot de réaction.
Cela a conduit à une seconde distinction : la chaîne ne se contente pas de dénoncer et de ridiculiser les responsables tchétchènes, elle recherche activement des informations sur leurs crimes, tente de tenir des statistiques sur les enlèvements et coopère avec les médias.  Enfin, 1ADAT accorde beaucoup d'attention au symbolisme, aux gifs et aux mèmes afin de gagner en popularité auprès des jeunes.
La plupart de ses auteurs sont très jeunes. Parfois, ils n'hésitent pas à faire des plaisanteries qui frôlent, voire dépassent les limites de la tolérance selon le public. La chaîne est également connue pour le soutien et l'hommage qu'elle apporte à des acteurs controversés de la guerre russo-tchétchène considérés comme terroristes en fédération de Russie. Des photos de Chamil Bassaïev et du chef de guerre islamiste Ibn-al-Khattab sont publiées sur 1ADAT avec la légende « Chahids. Nos héros ».
« Depuis 20 ans, notre peuple vit comme dans un camp de concentration, écrit un administrateur anonyme du groupe. - Nous n'avons même pas les droits dont jouissent les animaux dans les États de droit. Chaque jour, quelqu'un est kidnappé, torturé, battu, humilié, il y a des cas de viols de personnes kidnappées, des exécutions extrajudiciaires. Exprimer une opinion différente de celle des autorités, de même que toute critique, même mineure, à leur égard, est dangereux pour la vie. On cherche à pervertir notre religion, notre histoire et nos adats ».
L'anonymat a cependant un revers. 1ADAT n'avait longtemps pas de leader charismatique, le contenu était impersonnel et l'audience n'augmentait que très lentement. Au début du mois de septembre 2020, les messages de la chaîne étaient vus en moyenne par 11 à 12 000 personnes et comptaient 5 à 6 000 abonnés.] C'est alors qu'un événement tragique s'est produit, à la suite duquel 1ADAT a acquis une notoriété dans toute la Russie et auprès des pays de l'ex-URSS.

## Poursuites et exactions

### Année 2020
Le 7 septembre 2020, une vidéo a circulé sur les réseaux, dans laquelle un adolescent nu se présente comme étant l'administrateur de 1ADAT, qualifie la chaîne de "groupe particulièrement sale" et de "néant", avant de proférer des insultes envers soi-même, pour les poèmes subversifs qu'il aurait écrit sur les mères et les sœurs d'autrui. En effet, ce dernier avait rédigé des poèmes satiriques insultant notamment la mère du député à la Douma, Adam Delimkhanov (en), proche du régime de Kadyrov. Enfin, il s'est assis sur une bouteille en verre en déclarant : « Je passe le relais à tous les membres de la chaîne Telegram 1ADAT, en particulier à l'administration ».
C'est le genre de « punition » qu'a subie Salman Tepsurkayev, 19 ans, enlevé la veille à Gelendzhik, où il travaillait comme serveur. Selon les représentants de 1ADAT, Salman n'était pas un administrateur de la chaîne, mais l'un des modérateurs de la messagerie instantanée. Selon leur version, les poèmes injurieux qu'il a récités sur la famille d'Adam Delimkhanov, conseiller du chef de la Tchétchénie et député, ont été envoyés sur la chaîne par quelqu'un qui portait le surnom de « Prisonnier ». La veille de l'enlèvement, Tepsurkayev a accepté de recevoir la somme de 500 euros de sa part sur un compte PayPal. Apparemment, c'est ainsi qu'il a été identifié, et le « Prisonnier » était en réalité un kadyrovite infiltré.
Après cette action d'intimidation, largement couverte par la presse fédérale et internationale, le nombre d'abonnés de la chaîne a triplé, la vidéo scandaleuse et les explications des administrateurs ont été visionnées par plus de 100 000 personnes. Akhmed Zakaïev, le chef du gouvernement en exil d'Itchkérie, s'est déclaré modérateur de 1ADAT par solidarité. Selon Tumso Abdurakhmanov, le mot « adat » est devenu une « marque anti-Kadyrov », ce qui est d'autant plus ironique que le chef de la république lui-même fait souvent appel aux traditions tchétchènes. Le Comité contre la torture révèle le 24 août 2022 qu'il a été exécuté le 15 septembre 2020, ses tortionnaires l'ayant ligoté et ayant placé une grenade dans sa bouche avant de la faire exploser et de rendre les restes à sa famille en déclarant : "Enterrez-le comme un chien."

### Année 2021
Début 2021, une chaîne pro-gouvernementale nommée Alternative 95, est apparue sur Telegram dont l'objet est de principalement  s'en prendre à 1ADAT et à ses abonnés. "À tous ceux qui commentent et qui s'abonnent à la chaîne 1ADAT - sachez que vous êtes surveillés et que nous enregistrons toutes vos données", a averti l'administrateur d'Alternative 95. Les abonnés dont l'identité a été découverte auraient été convoqués à des « conversations préventives » dans les départements de district du ministère de l'intérieur en Tchétchénie.
Le 12 juillet 2021, le tribunal de district Zavodskiy de Grozny a déclaré les informations diffusées sur la chaîne 1ADAT comme interdites sur le territoire de la fédération de Russie. L'expertise a porté non pas sur des publications, mais sur des messages provenant d'un forum de discussion où des participants anonymes appelaient à « rejoindre la lutte contre le régime criminel de Kadyrov » et « contre ceux qui ont du sang sur les mains qui devraient être exécutés sans pitié, même mon cousin et mon oncle ». Il a été rapporté que les Tchétchènes dans les rues voyaient leurs téléphones vérifiés par les forces de sécurité à la recherche d'abonnements à des chaînes « interdites ».
Lors des détentions massives de proches de blogueurs de l'opposition fin 2021, le défenseur des droits de l'homme Abubakar Yangulbaev, et frère d'Ibragim Yangulbaev a annoncé la disparition en masse de ses proches en Tchétchénie, évalué à une cinquantaine de membres proches. Cette disparition a été associée à son travail au sein du « Comité contre la torture » et aux activités d'Ibragim Yangulbaev et de Baisangur Yangulbaev dont les identités ont été découvertes plus tôt en 2021. Raison pour laquelle, Ibragim Yangulbaev et Baisangur Yangulbaev ont définitivement quitté la fédération de Russie en février 2021.
Fuite d'informations et enlèvement de Zarema Musaeva 
Dans la matinée du 28 décembre, le domicile d'Abubakar Yangulbaev a été perquisitionné à Pyatigorsk, en Russie, et du matériel a été saisi. Après avoir été interrogé par des agents du Comité central d'enquête et du Comité d'enquête de la République de Tchétchénie, Yangulbayev a été libéré et a immédiatement quitté le pays. Dans la soirée du même jour, la chaîne-Telegram "Rybar", proche du ministère russe de la Défens et tenue autrefois par Evgueni Prigojine, a publié des captures d'écran des conversations d'Abubakar, qui, selon lui, ont été largement falsifiées dans le but de lui faire dire ce qu'il n'avait pas dit et ainsi discréditer ses propos auprès de l'opinion publique.
Le contenu a été immédiatement reproduit par RIA FAN, contrôlée également par l'oligarque Evgueni Prigojine, sous le titre : « L'histoire de 1ADAT : où comment l'Occident a créé un nouveau projet pour discréditer la Tchétchénie et la Russie ». Le lendemain, la chaîne Alternative 95 a publié une vidéo dans laquelle Ibragim Yangulbaev, le frère d'Abubakar, se présente comme l'administrateur en chef de 1ADAT. En mai 2017, Ibragim avait déjà été détenu à Grozny, après quoi, selon lui, il a été torturé à l'aide de décharges électriques et suspendu par les mains et les pieds à un pied-de-biche métallique, en exigeant de nommer les membres du groupe d'opposition "Wolves Creed" sur le réseau social VKontakte, qu'il avait créé à l'époque. Ses propos sont confirmés par de multiples cicatrices et contusions. Ibragim a passé environ un an et demi dans le centre de détention provisoire où il a subi des tortures et des humiliations.
Selon RIA FAN, 1ADAT a été financée pendant un certain temps par l'organisation américaine Freedom House et le « Comité russe contre la torture ». L'administrateur de la chaîne a déclaré : « Nous aurions beaucoup aimé être soutenus financièrement et sur le plan de l'information par toutes ces institutions et organisations, voire par le Département d'État lui-même, mais, malheureusement, nous pouvons à peine survivre grâce aux dons des internautes. Et nous ne pouvons survivre dans le secteur de l'information que grâce à un travail acharné ».
S'appuyant sur la même fuite anonyme, Mansur Soltayev, commissaire aux droits de l'homme en Tchétchénie, a demandé qu'Igor Kaliapine, fondateur du Comité contre la torture, soit exclu du Conseil présidentiel des droits de l'homme.
Kaliapine lui-même nie ces accusations. Selon lui, les organisations partenaires du « Comité contre la torture » ont aidé la famille Yangulbaev, victime de la torture, à louer un appartement et ont fourni des soins à Zarema Musaeva. L'argent n'a pas été transféré et n'a donc pas pu être utilisé pour faire fonctionner la chaîne-Telagram. Cependant, la famille Yangulbaev a reçu plus d'un million de roubles en espèces grâce au Comité contre la torture. En effet, les avocats du comité ont obtenu les paiements qui étaient dus à Saida Yangulbaev, père d'Ibragim et d'Abubakar, en sa qualité de juge fédéral à la retraite. Lorsque Saida est entré en conflit avec les dirigeants de la république, dénonçant la torture de son fils, ces paiements ont cessé sans aucune base légale. Kaliapine a qualifié les publications de la chaîne Telegram 1ADAT d'« obscurantistes, extrémistes et obscènes » sur certains points avec lesquels il n'est pas d'accord.
Après l'arrestation de Zarema Musaeva, mère des activistes, Ramzan Kadyrov a fustigé, dans plusieurs messages publiés sur sa chaîne Telegram personnelle, la « vile famille Yangulbaev “ et a proféré des menaces à son encontre pour s'être soi-disant ” sali les mains dans les viles publications de la chaîne Telegram ». La direction de 1ADAT qualifie ces propos de mensongers, répliquant : « Notre direction n'est pas liée par des liens du sang, mais par une communauté de volontaires liée uniquement par ses opinions, ses objectifs et sa vision des choses ». La chaîne continue de couvrir cette affaire et d'autres événements en lien avec la Tchétchénie. Ibragim et Baisangur Yangulbaev réfutent les propos du régime, selon lesquels ce serait toute la famille Yangulbaev qui serait à l’initiative et à la direction d’ADAT. Le défenseur des droits Abubakar Yangulbaev a également déclaré dans des interviews, ne pas être lié aux activités de son frère Ibragim et ne jamais avoir travaillé pour ADAT.